# 乌克鲁尔
乌克鲁尔是印度曼尼普尔邦乌克鲁尔县的一个镇，它是乌克鲁尔县的县治。

## 地理
乌克鲁尔坐落于25°07′N 94°22′E / 25.12°N 94.37°E，平均海拔1,662米（5,453英尺）。夏季潮湿，冬季干冷。

## 经济
农业是当地的主要经济活动。电力供应不足，交通和通讯基础设施也处于最低限度，因此，镇上没有发展工业。